# 杰斯伯

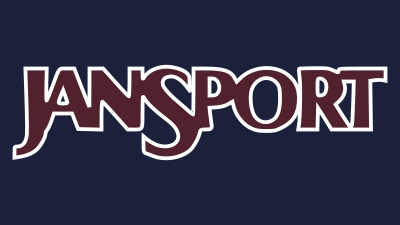
杰斯伯的标志

杰斯伯（JanSport）是VF集團所擁有的流行背包品牌，VF集團為全球最大的服裝公司之一。

## 历史
杰斯伯於1967年由Jan Lewis（公司以她的名字命名）、Skip Yowell與Murray Pletz在華盛頓西雅圖創立。他們產品的終生保用及不斷的革新受到肯定。他們的背包在學生之間特別流行。
台灣代理商偉盟公司於2023年3月15日公告將於月底結束代理杰斯伯，現在台灣代理商官網已經關閉。

## 外部連結
- JanSport （页面存档备份，存于）官方網站
- JanSport台灣代理商官網 （页面存档备份，存于）（網站已關閉）